# サッカーイエメン代表
サッカーイエメン代表（サッカーイエメンだいひょう、アラビア語: منتخب الْيَمَن لِكُرَّةُ الْقَدَم）は、イエメンサッカー協会（YFA）によって構成される、イエメンの男子サッカーのナショナルチームである。ホームスタジアムは、首都・サナアにあるアル・サウラ・スポーツ・シティ・スタジアム。

## 歴史
長らく北イエメン代表として活動してきたが、1990年に南北イエメンが統一し、代表チームも南イエメン代表と統合された。統一後のイエメン代表の戦績は、旧北イエメン代表の戦績を踏襲している。
2003年のガルフカップに初参戦し、結果は1分5敗の最下位だった。2010年に開催された西アジアサッカー選手権では過去最高成績となるベスト4に入った。準決勝では後に優勝を決めるクウェート相手にPK戦に持ち込む善戦であった。AFCアジアカップには2019年UAE大会で予選を突破して初めて本戦への切符を手に入れた。本大会ではイラン、イラク、ベトナムと対戦したが、計10失点を喫し3戦全敗となった。代表の発足以降FIFAワールドカップ本大会には未出場である。

## 成績

### FIFAワールドカップ
- 1930年 - 不参加
- 1934年 - 不参加
- 1938年 - 不参加
- 1950年 - 不参加
- 1954年 - 不参加
- 1958年 - 不参加
- 1962年 - 不参加
- 1966年 - 不参加
- 1970年 - 不参加
- 1974年 - 不参加
- 1978年 - 不参加
- 1982年 - 不参加
- 1986年 - 予選敗退
- 1990年 - 予選敗退
- 1994年 - 予選敗退
- 1998年 - 予選敗退
- 2002年 - 予選敗退
- 2006年 - 予選敗退
- 2010年 - 予選敗退
- 2014年 - 予選敗退
- 2018年 - 予選敗退
- 2022年 - 予選敗退
- 2026年 - 予選敗退

### AFCアジアカップ
- 1956年 - 不参加
- 1960年 - 不参加
- 1964年 - 不参加
- 1968年 - 不参加
- 1972年 - 不参加
- 1976年 - 不参加
- 1980年 - 不参加
- 1984年 - 予選敗退
- 1988年 - 予選敗退
- 1992年 - 不参加
- 1996年 - 予選敗退
- 2000年 - 予選敗退
- 2004年 - 予選敗退
- 2007年 - 予選敗退
- 2011年 - 予選敗退
- 2015年 - 予選敗退
- 2019年 - グループリーグ敗退
- 2023年 - 予選敗退

### ガルフカップ
| 開催年 | 結果               | 試合 | 勝利 | 引分 | 敗戦 | 得点 | 失点 |
| ------ | ------------------ | ---- | ---- | ---- | ---- | ---- | ---- |
| 2003   | 7位                | 6    | 0    | 1    | 5    | 2    | 18   |
| 2004   | グループリーグ敗退 | 3    | 0    | 1    | 2    | 1    | 6    |
| 2007   | グループリーグ敗退 | 3    | 0    | 1    | 2    | 3    | 5    |
| 2009   | グループリーグ敗退 | 3    | 0    | 0    | 3    | 2    | 11   |
| 2010   | グループリーグ敗退 | 3    | 0    | 0    | 3    | 1    | 9    |
| 2013   | グループリーグ敗退 | 3    | 0    | 0    | 3    | 0    | 6    |
| 2014   | グループリーグ敗退 | 3    | 0    | 2    | 1    | 0    | 1    |
| 2017   | グループリーグ敗退 | 3    | 0    | 0    | 3    | 0    | 8    |
| 2019   | グループリーグ敗退 | 3    | 0    | 1    | 2    | 0    | 9    |
| 2023   | グループリーグ敗退 | 3    | 0    | 0    | 3    | 2    | 11   |
| 合計   | 10/10              | 33   | 0    | 6    | 27   | 11   | 84   |

### アラブカップ
| 開催年 | 結果               | 試合     | 勝利     | 引分     | 敗戦     | 得点     | 失点     |
| ------ | ------------------ | -------- | -------- | -------- | -------- | -------- | -------- |
| 1963   | 不参加             | 不参加   | 不参加   | 不参加   | 不参加   | 不参加   | 不参加   |
| 1964   | 不参加             | 不参加   | 不参加   | 不参加   | 不参加   | 不参加   | 不参加   |
| 1966   | グループリーグ敗退 | 3        | 0        | 0        | 3        | 1        | 24       |
| 1985   | 不参加             | 不参加   | 不参加   | 不参加   | 不参加   | 不参加   | 不参加   |
| 1988   | 不参加             | 不参加   | 不参加   | 不参加   | 不参加   | 不参加   | 不参加   |
| 1992   | 不参加             | 不参加   | 不参加   | 不参加   | 不参加   | 不参加   | 不参加   |
| 1998   | 棄権               | 棄権     | 棄権     | 棄権     | 棄権     | 棄権     | 棄権     |
| 2002   | グループリーグ敗退 | 4        | 0        | 1        | 3        | 5        | 13       |
| 2012   | グループリーグ敗退 | 3        | 1        | 0        | 2        | 3        | 7        |
| 2021   | 予選敗退           | 予選敗退 | 予選敗退 | 予選敗退 | 予選敗退 | 予選敗退 | 予選敗退 |
| 合計   | 3/10               | 10       | 1        | 1        | 8        | 9        | 44       |

## 歴代監督
- サーミー・ハサン・アン＝ナーシュ（英語版） 2009, 2012, 2013, 2019-2021
- スレッコ・ユリチッチ 2009-2010
- アブラハム・メブラトゥ 2016-2018
- ヤーン・コツィアーン 2018-2019
- ミロスラフ・スークプ（英語版） 2022-

## 歴代選手
- アラー・アッ＝サーシー
- アブドゥルワーセア・アル＝マタリー
- アリ・モフセン
- アリ・アル＝ノノ（英語版）